# オホーツク新聞 (北見市)
オホーツク新聞（オホーツクしんぶん）は、かつて株式会社オホーツク新聞社が北海道北見市内を中心に発行していた地方新聞。紋別市の地域紙だったオホーツク新聞（2003年 - 2009年）とは関係ない。

## 概要
1989年4月に廃刊した北見毎日新聞の施設と従業員の一部を引き継ぎ、美幌町の夕刊美幌社が母体となって1989年10月26日に創刊したB3判の夕刊紙。本社は北見毎日新聞の本社があった北見市北8条東1丁目10番地にあった。
網走支庁管内全域へのエリア拡大を目指し、創刊直後から各地に支局を次々と開設した。また母体の夕刊美幌も1990年3月に吸収合併した。販売部数は最盛期には北見市を中心に2,000部以上あったものの、まもなく1,000部台に低迷した。
このため資金繰りが悪化して1993年10月29日に1回目の不渡りを出したため、同日組みの10月30日付で廃刊し会社整理に入った。負債総額は約9,400万円だった。本社跡地は更地になり、のち隣接する北見赤十字病院の職員用駐車場として利用されている。また夕刊美幌は1994年7月5日に旧題号で復刊した。

## その他
のちに「紋別新聞」を発行していた紋別印刷有限会社（紋別市）が2003年、「オホーツク新聞」を商標登録して改題し、有限会社オホーツク新聞社に商号を変更の上、2009年まで同題号で新聞を発行したが、株式会社オホーツク新聞社および夕刊美幌社とはまったく関係がない。